# ريد هات إنتربرايز لينكس
ريد هات إنتربرايس لينكس (بالإنجليزية: Red Hat Enterprise Linux)‏ هي توزيعة لينكس مُنتجة من قبل ريد هات وهي موجهة إلى السوق التجاري بما في ذلك الحاسبات العملاقة. تقوم ريد هات بدعم كل نسخة من ريد هات إنتربرايس لينكس لمدة 7 سنوات بعد إطلاقها. ريد هات إنتربرايس لينكس تختصر إلى RHEL.

## دورة حياة الإصدارة
| الاصدار                    | تاريخ الصدور                    | تاريخ نهاية الدعم |
| -------------------------- | ------------------------------- | --- |
| ريدهات إنتربرايز لينكس 2.1 | 2002-03-26 (AS) 2003-05-01 (ES) | 2009-05-31 |
| ريدهات إنتربرايز لينكس 3   | 2003-10-23                      | 2006-07-20 (نهاية الإنتاج 1) 2007-06-30 (نهاية الإنتاج 2) 2010-10-31 (نهاية الإنتاج 3 / نهاية دورة حياة المنتج العادية) 2013-10-31 (نهاية الإنتاج)               |
| ريدهات إنتربرايز لينكس 4   | 2005-02-14                      | 2009-03-31 (نهاية المنتج 1) 2011-03-31 (نهاية المنتج 2) 2012-02-29 (نهاية المنتج 3 / نهاية دورة حياة المنتج العادية) 2015-02-28 (نهاية دورة حياة المنتج العادية) |
| ريدهات إنتربرايز لينكس 5   | 2007-03-15                      | Q4 2011 (نهاية المنتج 1) Q4 2012 (نهاية المنتج 2) 2014-03-31 (نهاية المنتج 3 / نهاية دورة حياة المنتج) 2017-03-31 (نهاية دورة حياة المنتج الموسعة)               |
| ريدهات إنتربرايز لينكس 6   | 2010-11-10                      | Q4 2014 (نهاية المنتج 1) Q4 2015 (نهاية المنتج 2) 2017-11-30 (نهاية المنتج 3 / نهاية دورة حياة المنتج العادية) 2020-11-30 (نهاية دورة حياة المنتج الموسعة)       |
| ريدهات إنتربرايز لينكس 7   | ?                               | ? |

## وصلات خارجية
- الموقع الرسمي